# Династия Стенкилей
Дом Стенкилей (швед. Stenkilska ätten) — шведская королевская династия, чьи отпрыски находились на шведском троне с 1060 по 1125 год, предположительно ведущая свои корни из западного региона Вестергётланд.

## Представители династии Стенкилей

### Правившие представители
Всего из данной династии на троне Вестергётланда или Швеции находились:
- 1060—1066 : Стенкиль[2]
- 1066—1067 : Эрик VII Стенкильссон, существует неподтверждённая теория о том, что он был сыном Стенкиля
- 1067—1070 : Хальстен Стенкильссон (Хальстен), сын Стенкиля
- 1079—1084 : Инге I Старший (Inge den äldre), сын Стенкиля
- 1084—1087 : Свейн Кровавый (Blot-Sven), предположительно, являвшийся родственником жены Инге I Старшего
- 1087—1110 : Инге I Старший (Inge den äldre), второе царствование
- 1110—1118 : Филипп (Filip Halstensson), умер бездетным
- 1110—1125 : Инге II Младший (Inge den yngre), умер бездетным/ C его смертью династия Стенкилей пресеклась.

### Отпрыски Дома по женской линии
Указаны годы царствования
- прим. 1125 — прим. 1130 год: Магнус Сильный (также известен как Магнус I Готландский). Информация о данной персоне взята с сайта шведского королевского двора, обозначившего его как члена династии Стенкилей; был старшим сыном Инге Старшего.
- прим. 1150 — прим. 1160 год: Эрик IX Святой, который был женат на Кристине, являвшейся, согласно скандинавской историографической традиции, дочерью дочери Инге Старшего. Данная супружеская чета явилась началом Дома Эриков.
- прим. 1155—1167 Карл Сверкерссон — его мать была вдовой Инге Младшего. Он был женат на Кирстен Стигсдаттер (Kirsten Stigsdatter), которая, согласно скандинавской историографической традиции, была дочерью дочери дочери Инге Старшего. Эта чета явилась родоначальницей Дома Сверкеров.
- 1160—1161 Магнус Хенриксен. Информация о данной персоне взята с сайта шведского королевского двора, обозначившего его как члена династии Стенкилей; некоторыми исследователями называется последним монархом из Дома Стенкилей, что является генеалогически оспариваемым фактом; был сыном дочери Рагвалда, сына Инге Старшего.